# Депирё, Анри
Анри Депирё (фр. Henri Depireux; 1 февраля 1944, Льеж, Валлония — 8 апреля 2022, Визе, Валлония) — бельгийский футболист и тренер.

## Биография
Будучи футболистом, выступал за ведущий клуб Бельгии — «Стандард» (Льеж). Провёл два матча за сборную Бельгии. После завершения карьеры перешёл на тренерскую работу. Несколько лет Депирё работал с местными коллективами, а затем возглавлял клубы из Швейцарии, Франции, Португалии, Африки и Ближнего Востока.
В разные годы бельгийский специалист занимал пост главного тренера в сборных Камеруна и Конго.
В 2019 году 75-летний Депирё являлся наставником клуба третьего бельгийского дивизиона «КВВ Завентем».

## Достижения

### Футболиста
- Чемпион Бельгии (3): 1968/69, 1969/70, 1970/71

### Тренера
- Финалист Кубка Португалии (1): 1985/86
- Финалист Кубка Лиссабона (1): 1985/86